# Hoofdmarkering
Hoofdmarkering (Engels: head-marking) is in de syntaxis het verschijnsel dat de grammaticale markeerders die de onderlinge verhouding van woorden en constituenten weergeven in de regel bij het hoofd van het betreffende zinsdeel worden geplaatst in plaats van bij de hiervan afhankelijke elementen (de dependenten). Dit is het tegenovergestelde van dependensmarkering. Talen worden mede op grond hiervan typologisch onderscheiden.  
Voorbeelden van talen met hoofdmarkering zijn het Nahuatl en het in Zuid-Amerika gesproken Saliba.